# Acrodontium intermissum
Acrodontium intermissum är en svampart som beskrevs av de Hoog & V. Rao 1975. Acrodontium intermissum ingår i släktet Acrodontium, divisionen sporsäcksvampar och riket svampar.   Inga underarter finns listade i Catalogue of Life.